# Parti pour l'avenir et la solidarité
Le Parti pour l'avenir et la solidarité (PAS) est un parti politique sénégalais.

## Histoire
Le parti est officiellement reconnu le 22 août 2001.
En 2006 il forme la coalition "And Défar Sa Rew" – "S'unir pour construire son pays" en langue wolof – avec le Parti africain de l'indépendance (PAI) de Majhemout Diop, qui meurt l'année suivante.
Pour l'élection présidentielle de 2007, le PAS s'associe au PAI et à Démocratie citoyenne (DC) pour constituer la coalition "Bok Défar Sa Rew".
Lors des élections législatives de 2007, il soutient la Coalition Sopi 2007.
Le 29 Octobre 2023, le parti à élu un nouveau secrétaire général en la personne de Mr El-Hadji Papa Samba M’Baye (qui a pour surnom Petit Papa), ingénieur informaticien et manager au géant de télécommunications Américaine Verizon. À la suite du décès de l'ancien secrétaire général Mr Djibril M’Baye.

## Orientation
Ses objectifs déclarés sont « la conquête du pouvoir par les voies démocratiques ainsi que la promotion du développement du Sénégal aux plans économique, social et culturel ».

## Symboles
Ses couleurs sont le blanc et le vert.
Son emblème représente un pas d'éléphant.

## Organisation
Le siège du PAS a été transféré de la Villa Guawar Manie Rue 22X37 Médina (Dakar) au 18 zone industrielle Pikine Icotaf (Dakar)
Son Secrétaire général est Mr El-Hadji Papa Samba M’Baye.